# Karel Rakovec
Karel Rakovec, slovenski pesnik, esejist in prevajalec, * 1. september 1917, Ljubljana, † 9. januar 1988, San Miguel, Argentina.

## Življenjepis
Rakovec je leta 1944 na ljubljanski filozofski fakulteti diplomiral iz primerjalne književnosti. Po diplomi je do 1948 poučeval na srednjih šolah v Gorici in Trstu od koder se je izselil v Argentino, kjer je pri več založniških hišah in knjigarnah služboval na oddelkih z mednarodno literaturo.

## Literarno delo
Rakovec je prve pesmi objavil 1940 in 1941 v literarnem mesečniku Dom in svet, sodeloval pa je tudi z almanahom Krog. V Argentini pa se je pridružil Balantičevemu literarnemu krogu. V revijah Vrednote in Meddobje ter v zborniku Svobodna Slovenija je objavljal pesmi, pesniške prevode, članke in eseje. Izbor Rakovčevih prevedenih sonetov pa je izšel v zbirki Posneti soneti (Buenos Aires, 1987).